# Гилельс, Шломо
Шло́мо (Шло́ймэ) Ги́лельс (ивр. שלמה הללס‎‎; 13 марта 1873, Бар Подольской губернии — 23 октября, 1953, Тель-Авив, Израиль) — еврейский писатель и педагог. Писал преимущественно на иврите, также на идише.

## Биография
Родился в городке Бар Подольской губернии (теперь райцентр в Винницкой области Украины), с 6 лет жил в Сороках (уездный городок Бессарабской губернии, теперь райцентр Сорокского района Молдовы) и в Кишинёве, где получил религиозное и гимназическое образование. Дебютировал рассказами в газете «hаЦефира» (Время, Варшава) в 1891 году и с тех пор регулярно печатался в «hаЦефира», «hаМелиц» (Защитник, Петербург) и «hаШилоах» (Послание, Одесса-Берлин), — основных в ту пору газетах на иврите. Печатался также и на идише, писал детские рассказы и истории.
С 1902 по 1917 год служил директором средней школы сети ИКО в еврейской земледельческой колонии Маркулешты (теперь Флорештского района Молдовы); преподавал также в Рыбнице. Начал публиковаться в одесских периодических изданиях на иврите. В 1918 году вернулся в Кишинёв и возглавил бюро объединённого совета, созданного в Бессарабии при содействии раввина И.Л Цирельсона для оказания помощи беженцам от прокатившейся по Украине волны еврейских погромов. С 1921 по 1925 год служил инспектором сети ивритских школ «Тарбут» (Культура) в Бессарабии. В 1922 году в Кишинёве на идише вышла книга «Майнэ зихройнэс» (Мои воспоминания), в следующем году там же на идише сборник детских историй «Айзик ыз герэхт» (Айзик — прав) и повесть «Дэр hэймлозэр Ид» (Бездомный еврей).
В 1925 году переехал в подмандатную Палестину, где до 1935 года преподавал в сельскохозяйственной школе Микве Исраэль, затем занялся организацией дома-музея только что умершего поэта Х. Н. Бялика. Музей открылся 30 июня 1937 года и Гилельс стал его первым директором. В эти годы много публикуется и пишет свой самый известный роман «hар-hаКерамим» (Холм в виноградниках, 1930; расширенное издание — 1951) — эпическое полотно из жизни бессарабских евреев—земледельцев в сельскохозяйственной колонии (Маркулешты) и в Сороках.
С 1938 года жил в Нью-Йорке. Здесь выходят сборники автобиографических повестей и рассказов «Тахат Шемей Бесарабия» (Под небом Бессарабии, 1942), о жизни бессарабских евреев в годы революции и Гражданской войны, «Арцта» (1945), «БеХамир Арец Роман биШенэ Сефарим» (1945), «Табаот бэШаршерэт» (Звенья цепи, 1950) и другие (подробная библиография). В конце 1940-х годов вернулся в Тель-Авив.
В 1950—1953 годах в Израиле выходит шеститомное собрание сочинений Гилельса, а в 1953 году — изданный в честь восьмидесятилетия писателя его земляками поэтами К. А. Бертини и Элиягу Мейтусом сборник «Шай леШломо» (Подарок Шломо). Все произведения Гилельса многократно переиздавались в последующие годы, многие переведены на английский язык. В 1997 году в Канаде вышел том эпистолярного наследия писателя в английском переводе.